# Goudkleurige langoer
De goudkleurige langoer (Presbytis chrysomelas)  is een zoogdier uit de familie van de apen van de Oude Wereld (Cercopithecidae). De wetenschappelijke naam van de soort werd voor het eerst geldig gepubliceerd door Müller in 1838.

## Voorkomen
De soort komt voor in Brunei, Indonesië en Maleisië.